# Меровщиков, Владимир Станиславович
Владимир Станиславович Меровщиков (13 января 1956, Красногвардейское, Крымская область) — советский и российский футболист, выступавший на позиции вратаря, российский футбольный тренер. Сыграл 32 матча в высшей лиге СССР. Мастер спорта СССР (1984).

## Биография
С семи лет начал заниматься футболом в ДЮСШ «Металлург» (Череповец). На взрослом уровне начал выступать в 1974 году в составе вологодского «Динамо» во второй лиге, сыграл за команду не менее 60 матчей.
В 1979 году перешёл в воронежский «Факел», выступавший в первой лиге. Поначалу был дублёром Андрея Ширяева, но постепенно вытеснил его из состава. В 1984 году вместе с командой стал победителем турнира первой лиги и полуфиналистом Кубка СССР. В сезоне 1985 года сыграл в высшей лиге 32 матча из 34-х проведённых командой, дебютный матч на высшем уровне провёл 3 марта 1985 года против ленинградского «Зенита». После вылета из высшей лиги продолжал играть за «Факел» до лета 1988 года. Всего сыграл за воронежскую команду 225 матчей в первенствах страны.
После ухода из «Факела» выступал за тамбовский «Спартак», воронежский «Буран», польский клуб «Олимпия» (Эльблонг), а также в низших дивизионах России за «Иргиз» (Балаково), димитровградскую «Ладу» и «Лебединец» (Губкин). В 1994 году перешёл в «Локомотив» (Лиски), в котором спустя несколько лет завершил свою карьеру. Последний матч на профессиональном уровне сыграл в 40-летнем возрасте.
После окончания игровой карьеры работал тренером в лискинском «Локомотиве» и череповецких клубах «Северсталь» и «Шексна». В 2001 году в течение шести туров исполнял обязанности главного тренера «Северстали». Выступает в соревнованиях ветеранов по футболу и мини-футболу, неоднократно был призёром чемпионата Вологодской области, признавался лучшим вратарём соревнований.